# Анселмо (Небраска)
Анселмо (енгл. Anselmo) град је у америчкој савезној држави Небраска.

## Демографија
По попису из 2010. године број становника је 145, што је 14 (-8,8%) становника мање него 2000. године.
| Група             | 2000.       | 2010.       |
| Белци             | 156 (98,1%) | 140 (96,6%) |
| Афроамериканци    | 0 (0,0%)    | 0 (0,0%)    |
| Азијати           | 0 (0,0%)    | 0 (0,0%)    |
| Хиспаноамериканци | 0 (0,0%)    | 4 (2,8%)    |
| Укупно            | 159         | 145         |